# 나스군

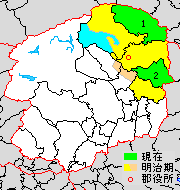
나스 군의 위치

나스군(일본어: 那須郡, なすぐん)은 일본 도치기현에 있는 군이다.
인구 36,228명, 면적 565.12km², 인구밀도 64.1명/km².(2025년 3월 1일, 추계인구)
이하 2정으로 구성된다.
- 나스정(那須町)
- 나카가와정(那珂川町)

## 군역
위의 2정 외에 1878년 행정 구역으로 출범할 당시의 군역은 현재의 행졍 구역으로 대체로 아래 구역에 해당한다.
- 오타와라시
- 야이타시(일부)
- 나스시오바라시(일부)
- 사쿠라시(일부)
- 나스카라스야마시

야이타시, 사쿠라시 지역은 나중에 시오야군에 편입되었다. 그밖에도 시오야군과의 경계 변경이 이루어졌다.

## 역사

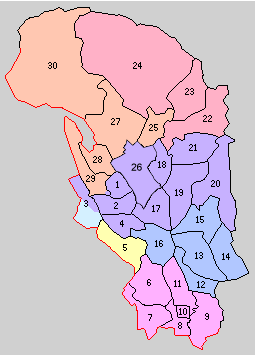
1.오타와라정 2.지카소노촌 3.노자키촌 4.사쿠야마정 5.가미에가와촌 6.시모에가와촌 7.아라카와촌 8.무카다촌 9.사카이촌 10.가라스야마정 11.나나고촌 12.니시무모촌 13.무모촌 14.오우치촌 15.오야마타촌 16.나카촌 17.유즈카미촌 18.가와니시정 19.구로바네정 20.스카가와촌 21.료고촌 22.이오노촌 23.아시노정 24.나스촌 25.나베카케촌 26.가네다촌 27.히가시나스노촌 28.가리노촌 29.니시나스노촌 30.다카바야시촌 (보라:오타와라시 등색:나스시오바라시 11의 일부를 제외한 분흉:나스카라스야마시 빨강:나스정 파랑 미 11의 일부:나카가와정 노랑:사쿠라시 하늘색:야이타시)

- 1889년 4월 1일 - 정촌제 시행으로, 아래의 정촌이 발족.(6정 24촌)
  - 오타와라정(大田原町): 현 오타와라시
  - 지카소노촌(親園村): 현 오타와라시
  - 노자키촌(野崎村): 현 야이타시, 오타와라시
  - 사쿠야마정(佐久山町): 현 오타와라시
  - 가미에가와촌(上江川村): 현 사쿠라시
  - 시모에가와촌(下江川村): 현 나스카라스야마시
  - 아라카와촌(荒川村): 현 나스카라스야마시
  - 무카다촌(向田村): 현 나스카라스야마시
  - 사카이촌(境村): 현 나스카라스야마시
  - 가라스야마정(烏山町): 현 나스카라스야마시
  - 나나고촌(七合村): 현 나스카라스야마시, 나카가와정
  - 니시무모촌(西武茂村): 현 나카가와정
  - 무모촌(武茂村): 현 나카가와정
  - 오우치촌(大内村): 현 나카가와정
  - 오야마타촌(大山田村): 현 나카가와정
  - 나카촌(那珂村): 현 나카가와정
  - 유즈카미촌(湯津上村): 현 오타와라시
  - 가와니시정(川西町): 현 오타와라시
  - 구로바네정(黒羽町): 현 오타와라시
  - 스카가와촌(須賀川村): 현 오타와라시
  - 료고촌(両郷村): 현 오타와라시
  - 이오노촌(伊王野村): 현 나스정
  - 아시노정(芦野町): 현 나스정
  - 나스촌(那須村): 현 나스정
  - 나베카케촌(鍋掛村): 현 나스시오바라시
  - 가네다촌(金田村): 현 오타와라시
  - 히가시나스노촌(東那須野村): 현 나스시오바라시
  - 가리노촌(狩野村): 현 나스시오바라시
  - 니시나스노촌(西那須野村): 현 나스시오바라시
  - 다카바야시촌(高林村): 현 나스시오바라시
- 1891년 5월 29일 - 무모촌이 정재 시행과 개칭으로 바토정(馬頭町)이 됨.(7정 23촌)
- 1895년 4월 28일 - 니시무모촌이 무모촌(武茂村)으로 개칭.
- 1897년 7월 1일 - 군제 시행.
- 1912년 4월 1일 - 히가시나스노촌의 일부가 분리되어 구로이소정(黒磯町)이 발족.(8정 23촌)
- 1932년 4월 1일 - 니시나스노촌이 정제 시행으로 니시나스노정(西那須野町)이 됨.(9정 22촌)
- 1938년 7월 1일 - 나카촌이 정제 시행과 개칭으로 오가와정(小川町)이 됨.(10정 21촌)
- 1954년 3월 31일 - 가라스야마정·무카다촌·사카이촌·나나고촌이 합병하여, 새로이 가라스야마정이 발족.(10정 18촌)
  - 6월 1일 - 시모에가와촌·아라카와촌이 합병하여 미나미나스촌(南那須村)이 발족.(10정 17촌)
  - 7월 1일 - 바토정·무모촌·오우치촌·오야마타촌이 합병하여, 새로이 바토정이 발족.(10정 14촌)
  - 11월 3일 - 아시노정·이오노촌·나스촌이 합병하여 나스정(那須町)이 발족.(10정 12촌)
  - 12월 1일 - 오타와라정·지카소노촌·가네다촌이 합병하여 오타와라시(大田原市)가 발족, 군에서 이탈.(9정 10촌)
  - 12월 31일 - 노자키촌의 일부가 오타와라시, 잔여부가 시오야군 야이타정(현 야이타시)으로 분할 편입.(9정 9촌)
- 1955년
  - 1월 1일 - 구로이소정·나베카케촌·히가시나스노촌·다카바야시촌이 합병하여, 새로이 구로이소정이 발족.(9정 6촌)
  - 2월 11일(8정 3촌)
    - 구로바네정·가와니시정·스카가와촌·료고촌이 합병하여, 새로이 구로바네정이 발족.
    - 니시나스노정·가리노촌이 합병하여, 새로이 니시나스노정이 발족.

  - 4월 1일(8정 2촌)
    - 가미에가와촌이 시오야군 기쓰레가와정과 합병하여, 새로이 시오야군 기쓰레가와정이 발족, 군에서 이탈
    - 가라스야마정의 일부가 오가와정에 편입.
    - 니시나스노정의 일부가 오타와라시에 편입.

  - 11월 5일 - 사쿠야마정이 오타와라시에 편입.(7정 2촌)
- 1960년 4월 1일 - 가라스야마정의 일부(大字白久의 일부)が 오가와정에 편입.
- 1970년 11월 1일 - 구로이소정이 시제 시행으로 구로이소시(黒磯市)가 되어, 군에서 이탈.(6정 2촌)
- 1971년 9월 1일 - 미나미나스촌이 정제 시행으로 미나미나스정(南那須町)이 됨.(7정 1촌)
- 1982년 4월 1일 - 시오야군 시오바라정(塩原町)의 소속이 나스군으로 변경.(8정 1촌)
- 2005년
  - 1월 1일 - 니시나스노정·시오바라정이 구로이소시와 합병하여 나스시오바라시(那須塩原市)가 발족, 군에서 이탈.(6정 1촌)
  - 10월 1일(2정)
    - 구로바네정·유즈카미촌이 오타와라시에 편입.
    - 미나미나스정·가라스야마정이 합병하여 나스카라스야마시(那須烏山市)가 발족, 군에서 이탈.
    - 바토정·오가와정이 합병하여 나카가와정(那珂川町)이 발족.